# Kitô giáo theo quốc gia

Các quốc gia có số dân theo Kitô giáo (2011)

Dưới đây là thống kê về Kitô giáo theo quốc gia tính đến năm 2017.